# 147 km (obwód moskiewski)
147 km (ros. 147 км) – przystanek kolejowy w pobliżu osiedla dacz i miejscowości Prokofjewo, w rejonie możajskim, w obwodzie moskiewskim, w Rosji. Położony jest na linii Moskwa – Mińsk – Brześć.